# Diecezja Cần Thơ
Diecezja Cần Thơ (łac. Diœcesis Canthoensis) – diecezja rzymskokatolicka w Wietnamie. Powstała w 1955 jako wikariat apostolski. Diecezja od 1960.

## Główne świątynie
- Katedra: Katedra Najświętszego Serca Pana Jezusa w Cần Thơ

## Lista biskupów

### Wikariusz apostolski
- Paul Nguyễn Văn Bình (1955–1960)

### Biskupi diecezjalni
- Philippe Nguyễn Kim Điền IPFI (1960–1964)
- Jacques Nguyễn Ngọc Quang (1965–1990)
- Emmanuel Lê Phong Thuận (1990–2010)
- Stephanus Tri Bửu Thiên (2010–2025)
- Peter Lê Tấn Lợi (od 2025)